# Luneda
Santa María de Luneda es una parroquia gallega que se localiza en el sur del municipio español de La Cañiza, provincia de Pontevedra. Hay una referencia a ella, en el Diccionario geográfico-estadístico-histórico de España y sus posesiones de Ultramar de Madoz, en su volumen X. Según el padrón municipal de 2004 tiene 264 habitantes (135 mujeres y 129 hombres) distribuidos en 37 barrios. Esto supone una disminución en relación con el año 1999 cuando contaba con 314 habitantes.
Limita por el norte con Parada de Achas y por el sur con el municipio de Arbo. Está bañada por un afluente del río Deva que discurre por sus tierras.
Luneda tiene como patrona la Visitación de Sta. María y Sta. Isabel en cuyo templo parroquial se halla una espadana de dos campanas. Otros edificios son la Ermita de San Roque y la Ermita del lugar de Lagarto. Ambas Ermitas poseen una arquitectura simple, sencilla, rural y religiosa.
En el ámbito turístico cuenta con una magnífica playa fluvial con merenderos, fuentes, áreas recreativas situadas en el lugar de Gonda, obra de la Comunidad de Montes y Asociación de Vecinos de Luneda en colaboración con el Ayuntamiento. También dispone de teleclub y un centro cultural.
Según el nomenclátor de 2013, la parroquia comprende las siguientes entidades de población (entre paréntesis el nombre oficial y en gallego si este difiere del español):
| - Abelleira (A Abelleira) (casas de labor): 8 habitantes; - Blancos (Os Blancos)(caserío): deshabitado; - Candán (O Candán)(caserío): 1 habitante; - Carballo (O Carballo) (caserío): deshabitado; - Carnal (O Carnal)(caserío): 3 habitantes; - Carreira (A Carreira) (aldea): 4 habitantes; - Casavella (A Casavella) (caserío): deshabitado; - Castiñeiravella (A Castiñeira Vella) (caserío): 1 habitante; - Cortizos (Os Cortizos) (caserío): 5 habitantes; - Costa (A Costa) (caserío): 1 habitante; - Cotiño (O Cotiño) (caserío): 4 habitantes; | - Coto do Mouro (O Coto do Mouro)(caserío): deshabitado; - Coto do Muíño (O Coto do Muíño) (caserío): 2 habitantes; - Chan (caserío) (A Chan): 23 habitantes; - Éichegas (caserío): 10 habitantes; - Fraguas (caserío): 18 habitantes; - Gonda (lugar): 16 habitantes; - Hermida (A Ermida) (aldea): 2 habitantes; - Lagarto (O Lagarto) (aldea): 8 habitantes; - Outeiro (O Outeiro) (caserío): deshabitado; - Pereiro (O Pereiro) (aldea): 2 habitantes; - Porteliña (A Porteliña) (aldea): 4 habitantes; | - Quinteiro (O Quinteiro) (caserío): 2 habitantes; - Raxoi (aldea): 24 habitantes; - Requeixos (caserío): 1 habitante; - Revoltiña (A Revoltiña) (caserío): 3 habitantes; - Sabugueiro (O Sabugueiro) (caserío): deshabitado; - San Roque (caserío): 4 habitantes; - Souto (O Souto) (caserío): deshabitado; - Touredo (O Touredo) (caserío): 13 habitantes; - Vilariño (aldea): 4 habitantes. | - A Senra (no aparece en el noménclator); - O Teso (ídem) y - As Táboas (ídem). |